# Mieszołki
Mieszołki is een plaats in het Poolse district  Kolneński, woiwodschap Podlachië. De plaats maakt deel uit van de gemeente Stawiski en telt 90 inwoners.